# Forcipomyia caelomacula
Forcipomyia caelomacula är en tvåvingeart som beskrevs av Liu Jinhua, Yan Ge och Liu Guoping 1996. Forcipomyia caelomacula ingår i släktet Forcipomyia och familjen svidknott.
Artens utbredningsområde är Hainan (Kina). Inga underarter finns listade i Catalogue of Life.